# Зелена цитрусова попелиця
Зелена цитрусова попелиця (Aphis spiraecola) — вид напівтвердокрилих комах родини Справжні попелиці (Aphididae).

## Поширення
Ці попелиці поширені по всьому світі, крім найхолодніших регіонів. Основними районами поширення є Японія, півострів Корея, Китай, Грузія, Європа, Південно-Східна Азія, Індія, Америка.

## Опис
Тіло овальне, завдовжки 1,2-1,9 мм. Жовто-зеленого, блідо-зеленого або зеленого забарвлення. Трубочки і хвостик темні. Кінчик останнього членика вусика в 1,9-3,1 рази довший за основу цього членика. Довжина останнього членика хоботка дорівнює 0,9-1,4 довжини 2-го членика задньої лапки. Трубочки рівні 0,7-1,6 довжини хвостика. Крайові горбки є на I і VII тергітах черевця.

## Спосіб життя
Повноциклічний багатоїдний вид. Первинною кормовою рослиною, мабуть, є таволга (Spiraea). Мігрує на багато деревних і трав'янистих рослини, в тому числі на яблуню, глід, горобину, валеріану. Поселяється на нижній і верхній стороні листя, вершині пагона, квітконосі, іноді у великих щільних коконах.

## Економічне значення
Є важливим шкідником цитрусових, але і пошкоджує широкий спектр інших культур, таких як капустоцвітні (Brassicaceae), картопля, перець і тютюн (пасльонові), яблуня, таволга, слива та ряд декоративних рослин. Він є переносником 17 вірусів, що шкодять рослинам.